# Afera Sandline
Afera Sandline je naziv za politički skandal i krizu koja je izbila u Papui Novoj Gvineji početkom 1997. godine.
Njegovo izbijanje je posljedica odluke premijera Sir Juliusa Chana da dugogodišnji sukob sa separatističkim gerilcima na otoku Bougainvilleu umjesto pregovorima završi vojnom akcijom. Međutim, vlade Australije i Novog Zelanda su odbile pružiti papuanskoj vladi i vojsci pružiti logističku pomoć.
Premijer Chan i njegovi suradnici su se zbog toga krajem 1996. obratili za pomoć Timu Spiceru, bivšem potpukovniku Britanske vojske i vlasniku Sandline International, privatne tvrtke za pružanje vojnih usluga. Vlada se dogovorila da Sandline u Papuu Novu Gvineju pošalje 40 specijalaca koji će sudjelovati u invaziji Bougainvillea, a da bi cijena cijelog pothvata trebala biti 36 milijuna dolara.
Dva dana nakon što su prvi od najamnika stigli u Port Moresby, Chan je australskog ministra vanjskih poslova Alexandera Downera izvijestio o tome da je njegova vlada unajmila Sandlineove ljude radi obuke vlastite vojske. Downer je prema tome izrazio žestoko protivljenje, a dan kasnije - 10. veljače - je cijela priča "procurila" u dnevnom listu The Australian.
Objavljivanje plana je izazvalo bijes u međunarodnoj javnosti, i kod generala Jerryja Siginroka, zapovjednika Obrambenih snaga Papue Nove Gvineje (PNGDF), koji je za cijeli plan saznao tek za vrijeme službene posjete Filipinima. On je stoga zajedno sa svojim potčinjenim bojnikom Enumom sastavio plan za Operaciju Rausim Kwik čiji je cilj bio neutralizacija najamnika.
Plan je izveden noću 16. ožujka kada su snage PNGDF uhapsile Spicera i njegove ljude. Siginrok je potom zauzeo zgradu radio-stanice i preko nje optužio premijera Chana za korupciju, te vladi dao 48 sati da podnese ostavku. Chan je to odbio te smijenio Siginroka, koji je, prihvatio to naređenje, nastojeći izbjeći oružani sukob s policijom, koja je još uvijek bila vjerna premijeru.
Zahtjevima vojnih pobunjenika za Chanovom smjenom su se, međutim, priključili studenti na Sveučilištu Port Moresbyja, kao i niz uglednih političara. Nakon što je širom Papue Nove Gvineje došlo do štrajkova i blokada cesta, a zgrada Parlamenta bila opkoljena bijesnim demonstrantima, Chan je 26. ožujka podnio ostavku.
Chana je zamijenio Bill Skate, guverner Port Moresbyja koji se prvi založio za njegovu smjenu. Premijer Skate je iste godine, uz posredovanje novozelandske vlade, s pobunjenim Bugenvilcima potpisao privremeni mirovni sporazum koji je dan-danas na snazi.